# Durèze (affluent du Gier)
Pour les articles homonymes, voir Durèze.
Le ruisseau de la Durèze est un ruisseau français, affluent du Gier, qui coule dans le Massif central, dans le département de la Loire.

## Géographie
Il prend sa source dans le département de la Loire, vers 680 mètres d'altitude, en limite des communes de Valfleury et de Cellieu, au sud du bourg de Valfleury, sur les pentes nord-ouest du Crêt Georges.
Il traverse Chagnon et rejoint le Gier en rive gauche, vers 250 mètres d'altitude, en limite des communes de Genilac et Rive-de-Gier, au lieu-dit le Sardon.
Sa longueur est de 10,5 km.

## Lieux et monuments
- Le vieux pont sur la Durèze à Chagnon
- Les vestiges de l'aqueduc romain du Gier à Genilac

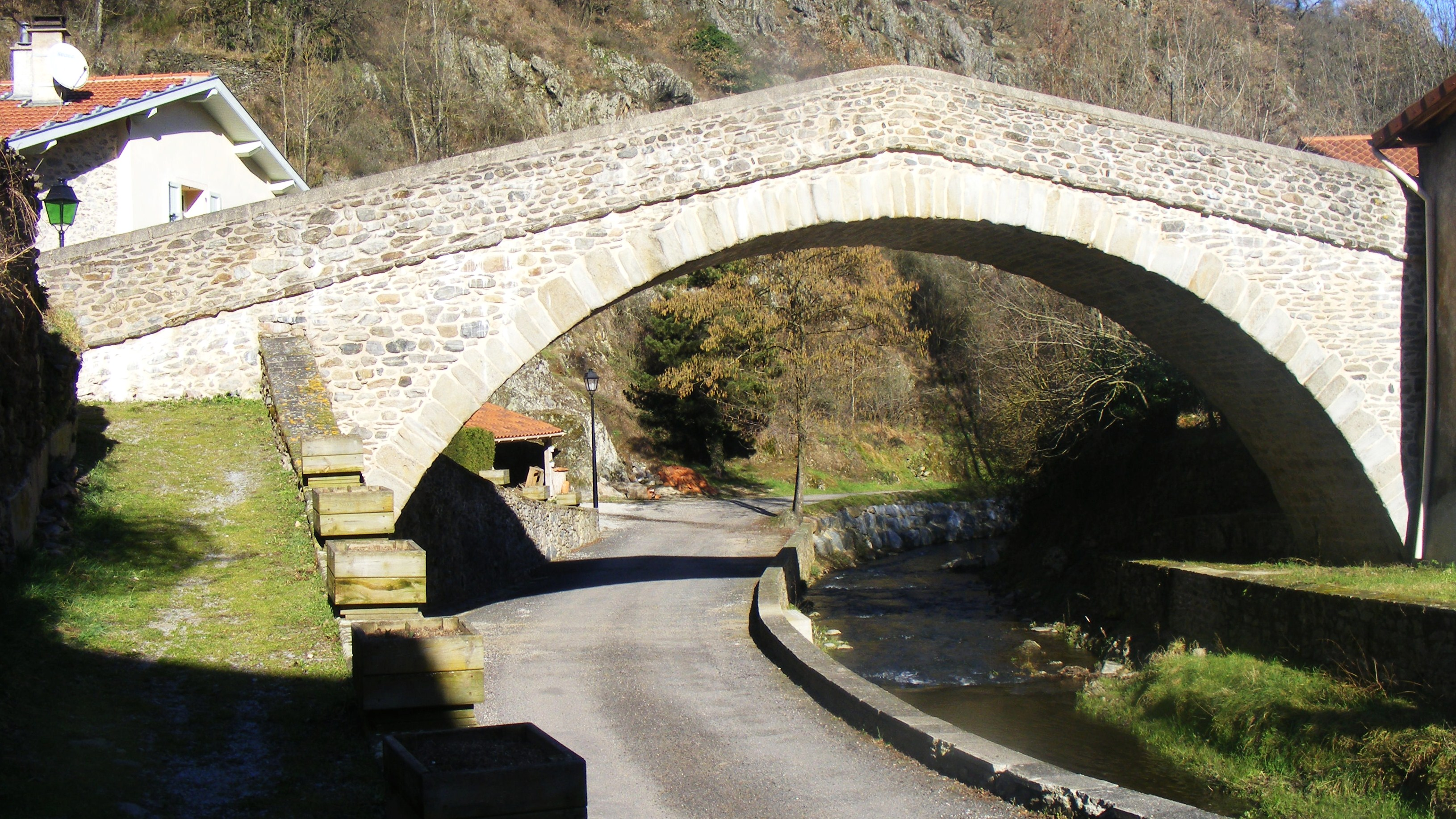
le pont médiéval
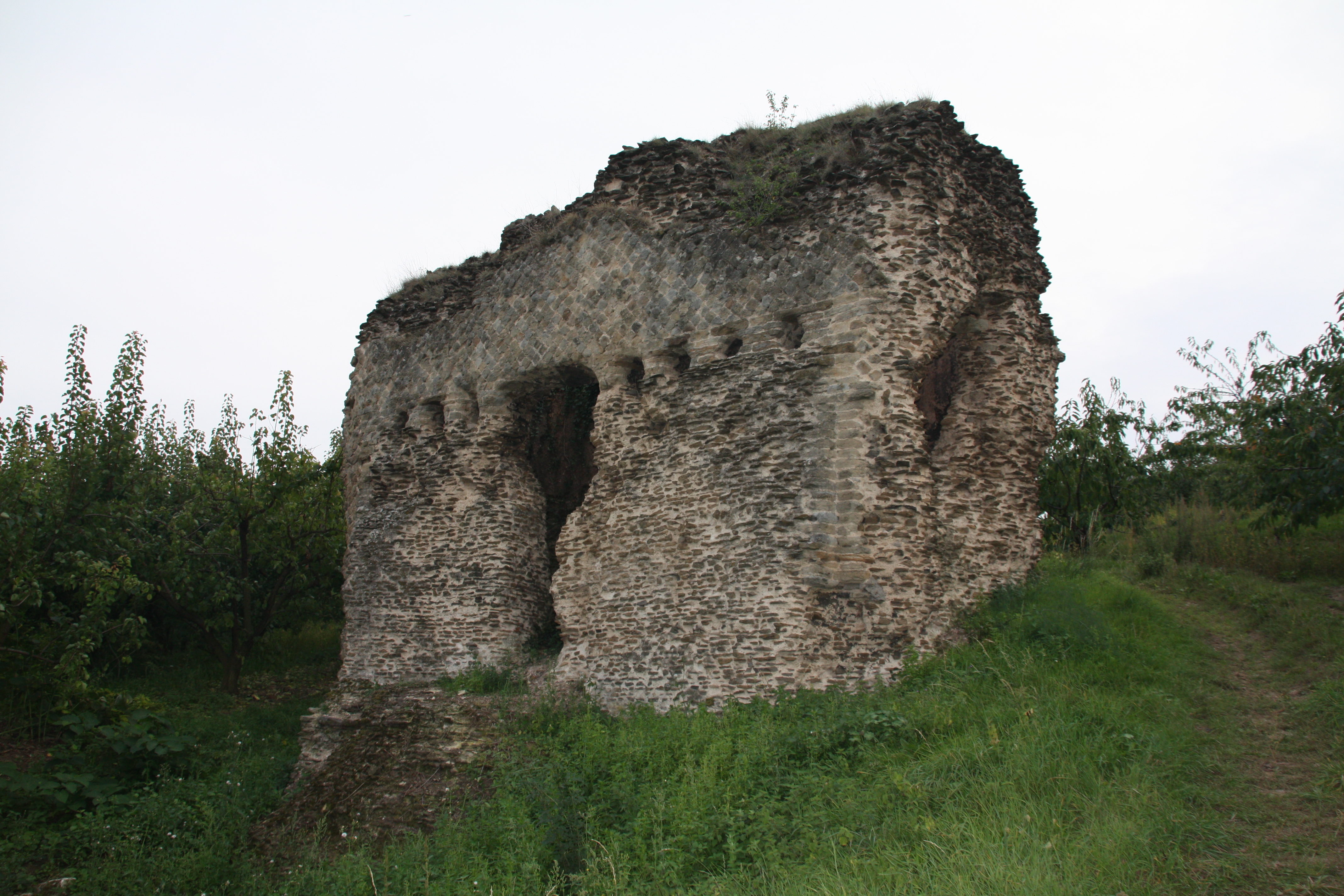
Réservoir de chasse du siphon de la vallée de la Durèze